# O pato/Trevo de quatro folhas
 (mai 2015).
Si vous disposez d'ouvrages ou d'articles de référence ou si vous connaissez des sites web de qualité traitant du thème abordé ici, merci de compléter l'article en donnant les références utiles à sa vérifiabilité et en les liant à la section « Notes et références ».
Albums de João Gilberto
A felicidade/O nosso amor
(1959) O amor, o sorriso e a flor
(1960)
O pato/Trevo de quatro folhas est le cinquième 78 tours enregistré par João Gilberto en 1960 pour le label discographique Odeon. L'album de deux titres a pour intérêt de ne contenir aucune composition d'Antônio Carlos Jobim ou de Vinícius de Moraes, pourtant partenaire musical attitré de João Gilberto. 
Sorti en avril 1960, l'album se veut avant tout un aperçu musical du second 33 tours que João Gilberto sortira quelques mois plus tard.

## Production
Voguant sur la vague de succès de la bossa nova et des précédents albums (78, 33, et 45 tours confondus) de João Gilberto, le label discographique Odeon décide d'éditer en avril 1960 un premier 78 tours comprenant deux pistes du futur album O amor, o sorriso e a flor, histoire de gonfler les expectatives et augmenter les ventes de disques. Le choix d'Aloysio de Oliveira, alors directeur artistique chez Odeon, se portera finalement sur les titres O pato et Trevo de quatro folhas, alors inédits et dont les sujets principaux (canards, trèfle à quatre feuilles) sont singuliers pour l'époque. Le public brésilien est surtout conquis par la première de ces pistes - qui deviendra par ailleurs un standard de la bossa nova, enregistré par de nombreux artistes brésiliens et internationaux.
O pato/Trevo de quatro folhas (Odeon, 78T) est l'unique 78 tours qui sortira dans la foulée du second 33  tours de João Gilberto, O amor, o sorriso e a flor.

## Liste des pistes
| N° | Titre                  | Auteurs                     | Durée |
| -- | ---------------------- | --------------------------- | ----- |
| A  | O pato                 | Jayme Silva, Neuza Teixeira | 2:00  |
| B  | Trevo de quatro folhas | Nilo Sérgio                 | 1:23  |